# Јапиги
Јапиги (грч. Ἰάπυγες []; лат. Iapyges, Iapygii) су били древни народ индоевропског порекла, који су живели у древној Италији (у региону Апулија), а касније су били асимиловани од стране Римљана.
Јапиги су доселили из територија насељених Илирима, али њихово порекло није у потпуности утврђено. У формирању њихове етничке групе су присутни елементи из минојске културе са Крита.
Говорили су месапским језиком, а Месапи су били најјужније јапигијско племе. Осим Месапа, Јапиги су такође сродне односе имали и са Даунима и Певкетима.
Антички грчки аутори су овом народу дали име Јапиги по митском сину Дедала. Римски писци су их звали Апулијци (или Апули), Салентини и Калабри.